# Mutua Madrid Open 2021
Mutua Madrid Open 2021 — тенісний турнір, що проходив на ґрунтових кортах у місті Мадрид, Іспанія з 3 травня. Належав до категорії ATP Masters 1000, був турніром серії Мастерс Мадрид 2021 року.

## Фінальна частина

### Чоловіки, одиночний розряд
Александр Зверєв —  Маттео Берреттіні 6–7(8–10), 6–4, 6–3

### Жінки, одиночний розряд
Орина Соболенко —  Ешлі Барті 6–0, 4–6, 6–4

### Чоловіки, парний розряд
Марсель Гранольєрс /  Орасіо Себальйос —  Нікола Мектич /  Мате Павич 1–6, 6–3, [10–8]

### Жінки, парний розряд
Барбора Крейчикова /  Катержина Сінякова —  Габріела Дабровскі /  Демі Схюрс 6–4, 6–3